# 남양초등학교 (전남)
남양초등학교는 대한민국 전라남도 고흥군 남양면 대곡리에 있는 공립 초등학교이다.

## 학교 연혁
- 1929년 11월 1일 남양공립보통학교(4년제 2학급) 개교 (설립인가 4월 29일)
- 1938년 4월 1일 남양공립심상소학교(6년제)로 개칭
- 1941년 4월 1일 남양공립국민학교 개칭
- 1948년 12월 31일 남양국민학교로 개칭
- 1971년 9월 30일 남양동분교 개교
- 1974년 3월 1일 남양동국민학교 승격
- 1981년 3월 10일 병설유치원 설립
- 1996년 3월 1일 남양초등학교로 개칭
- 1996년 9월 1일 남양동초등학교 남양초등학교 장담분교장으로 격하
- 1998년 9월 1일 장담분교장 통폐합
- 2019년 9월 1일 제28대 주재경 교장 부임
- 2020년 1월 9일 제88회 졸업식(졸업생 총수 5,743명)

## 분교
- 남양초등학교 우도분교

## 참고 자료
- 남양초등학교 - 한국교육학술정보원 학교알리미